# 이천사동초등학교
이천사동초등학교(利川巳洞初等學校)는 대한민국 경기도 이천시에 있는 공립 초등학교이다.

## 학교 연혁
- 2010년 3월 1일: 개교

## 참고 자료
- 이천사동초등학교 - 한국교육학술정보원 학교알리미